# Коровин, Евгений Александрович
Евге́ний Алекса́ндрович Коро́вин (30 сентября (12 октября) 1892, Москва — 23 ноября 1964, Москва) — советский юрист, специалист в области международного права, заслуженный деятель науки РСФСР и Узбекской ССР.

## Вехи биографии

Могила Коровина на Новодевичьем кладбище Москвы.

1915 — окончил Юридический факультет Московского университета.
1923 — профессор МГУ.
1935 — член Американской академии политических наук.
1938 — доктор юридических наук.
Работал в Военно-юридической академии Советской Армии.
1946 — член-корреспондент АН СССР.
1957 — член Постоянной палаты Третейского суда в Гааге.
1958 — на сессии Международного фонда Гуго Гроция в Мюнхене Коровин был награждён за большие заслуги в установлении права межзвездного пространства медалью имени Гроция.
1959 — председатель Комиссии АН СССР по правовым вопросам межпланетного пространства.
1964 — умер в возрасте 72 лет. Похоронен на Новодевичьем кладбище.
В течение почти 20 лет Е. А. Коровин вёл преподавательскую работу в Высшей дипломатической школе МИД СССР, читал лекции в Парижском университете и в Гаагской академии международного права. Заведующий кафедрой международного права юридического факультета МГУ.

## Награды
- орден Ленина (27.03.1954)
- орден Трудового Красного Знамени (20.11.1945)
- орден «Знак Почёта»
- медали («За победу над Германией в Великой Отечественной войне 1941-1945 гг.», «За доблестный труд в Великой Отечественной войне 1941—1945 гг.», 30 лет Советской Армии и Флота, В память 800-летия Москвы)

## Научные труды
- «Международное право переходного времени», М., 1924 г.
- «Современное международное публичное право», М.— Л., 1926;
- «Советские договоры и международное право» (1917—1927 гг.) // Советское право. 1927. № 6
- «Разоружение», М.— Л., 1930 (совм. с Егорьевым В. В.);
- «Католицизм как фактор современной мировой политики» (1931 г.);
- «Япония и международное право» (1936 г.)
- «Правовое положение военных атташе» (1940 г.)
- «Краткий курс международного права» ч. II,
- «Право войны» (1944 г.),
- «История международного права», в. 1, М., 1946;
- «Абсолютный суверенитет или абсолютная неправда» // Новое время. 1947. № 41.
- «За советскую патриотическую науку права» // Советское государство и право. 1949. № 7.
- «Пролетарский интернационализм и международное право» (1957 г.)
- Основные проблемы современных международных отношений, М., 1959.
- «15 лет ООН и проблема мирного сосуществования государств» (1961 г.).

К 65-летнему юбилею издал 13 книг, 16 брошюр и свыше 200 статей, на 12 языках мира.